# Wohn- und Wirtschaftsgebäude Hallstedt 18
Das Wohn- und Wirtschaftsgebäude Hallstedt 18 in Bassum-Hallstedt, 8 km östlich vom Kernort Bassum entfernt, wurde im 19. Jahrhundert gebaut.
Das Gebäude ist ein Baudenkmal in Bassum.

## Geschichte
Das giebelständige Hallenhaus in Fachwerk mit Steinausfachungen, Krüppelwalmdach und Niedersachsengiebel mit Uhlenloch und niedersächsischen Pferdeköpfen sowie Inschrift im Giebelbalken über der Grooten Door mit Korbbogen wurde 1862 für Familie Dieckmann gebaut.
Zum Anwesen gehören weitere Nebengebäude.